# Centaurus A
Centaurus A är en gigantisk elliptisk galax i stjärnbilden Kentauren, och är den närmaste aktiva galaxen. Den befinner sig strax utanför lokala galaxhopen. Centaurus A tros innehålla 2000 klotformiga stjärnhopar, varav många ljusare och tyngre än de ungefär 150 klotformiga hoparna i vintergatan.